# Салдыбаш
Салдыбаш (баш. Һалдыбаш) — река в Башкортостане и Челябинской области. Левый приток Уфы.

## География
Длина реки 79 км, площадь бассейна 810 км². Берёт начало в южной части хребта Каратау. Исток находится в 13 км к северо-востоку от посёлка Точильный в Ашинском районе Челябинской области. Течение почти полностью проходит в Башкортостане по Нуримановскому району, небольшой участок протекает в границах Иглинского района.
В верховьях течёт на юго-запад, в среднем течении — на северо-запад, в низовьях — на запад-юго-запад. Впадает в Уфу по левому берегу в 117 км от её устья и в 1 км к северо-востоку от деревни Усть-Салдыбаш.
Вблизи реки расположены населённые пункты (от истока): Новый Субай, Нур, Никольское, Байкал, Юрмаш, Большие- и Малые Шиды. В бассейне также находятся Сарва, Баш-Шиды, Михайловка, Старый Бияз и другие деревни.
В низовьях реку пересекает автодорога Уфа — Павловка.

## Гидрография
Река с каменистым дном, извилистая в среднем и нижнем течении. Скорость течения до 0,5 м/с. Ширина русла в низовье составляет 10-15 м.
Питание реки снеговое. Лесистость в верховьях бассейна — 90 %, в низовьях — 55 %. Рельеф водосбора холмисто-увалистый, развиты карстовые процессы.
Основные притоки
- правые — Бияз (нижн.), Сарва; левый — Бияз (верхн.).

## Этимология
Имеются разные версии происхождения названия:
- от диалектного һалды — «разветвлённый» и баш — «верховье, исток» (Словарь топонимов Башкирской АССР, С.164).

- от древнебашкирского сал — «камень» с диалектным аффиксом ‑ды и баш — «верховье, исток»[6].

## Данные водного реестра
По данным государственного водного реестра России относится к Камскому бассейновому округу, водохозяйственный участок реки — Уфа от Павловского гидроузла до водомерного поста посёлка городского типа Шакша, речной подбассейн реки — Белая. Речной бассейн реки — Кама.
Код объекта в государственном водном реестре — 10010201212111100023834.